# Kam tě den zavede
Kam tě den zavede (v anglickém originále Where the Day Takes You) je americký dramatický film z roku 1992. Režisérem filmu je Marc Rocco. Hlavní role ve filmu ztvárnili Dermot Mulroney, Sean Astin, Balthazar Getty, Lara Flynn Boylová a Peter Dobson.

## Obsazení
| Dermot Mulroney    | King                 |
| Sean Astin         | Greg                 |
| Balthazar Getty    | Little J             |
| Lara Flynn Boylová | Heather              |
| Peter Dobson       | Tommy Ray            |
| Ricki Lake         | Brenda               |
| James LeGros       | Crasher              |
| Will Smith         | Manny                |
| Laura San Giacomo  | novinářka            |
| Adam Baldwin       | důstojník Black      |
| Alyssa Milano      | Kimmy                |
| David Arquette     | Rob                  |
| Rachel Ticotin     | důstojník Landersová |
| Stephen Tobolowsky | Charles              |
| Christian Slater   | sociální pracovník   |